# Дивнуал ап Ител
Дивнуал ап Ител, также Дивнуал Бойвуналл (валл. Dyfnwal ap Ithel, валл. Dyfnwal Boifunall; умер около 750 года) — король Думнонии (715—750).

## Биография
Дивнуал был сыном Итела, в годы которого Думнония катастрофически уменьшилась территориально, потеряв регион Девнас, в пользу Уэссекса. Еще раньше, около 710 года, его дядя Геррент пал в битве с войсками короля Уэссекса Ине, Думнония потеряла и остальную часть Сомерсета.
Около 721 года корнцы нанесли поражение англосаксам в битве у реки Хехил. Этим годом её датирует «Хронике принцев», упоминая, что Родри, правитель Гвинеда, одержал победу в битве при Хейлине в Корнуэлле. В записи о событиях 722 года в «Анналах Камбрии» упоминается битва при Хехиле в Корнуэлле, в которой бритты одержали победу. «Гвентианская хроника» сообщает, что «Родри был королём над бриттами» в 720 году и что «великая война возникла между ним и саксами, в ходе которой бритты выиграли две битвы с честью». Похоже что правитель Гвинеда прибыл на помощь правителю Думнонии.
В 722 году Ине продвигается к реке Тамар, но потерпев поражение, отступает. Крепость саксов в Тонтоне была разрушена. Эти победы оказались очень важны, они позволили продлить существование Думнонии и возвращению Девнаса.